# Blankenstein (Wilsdruff)

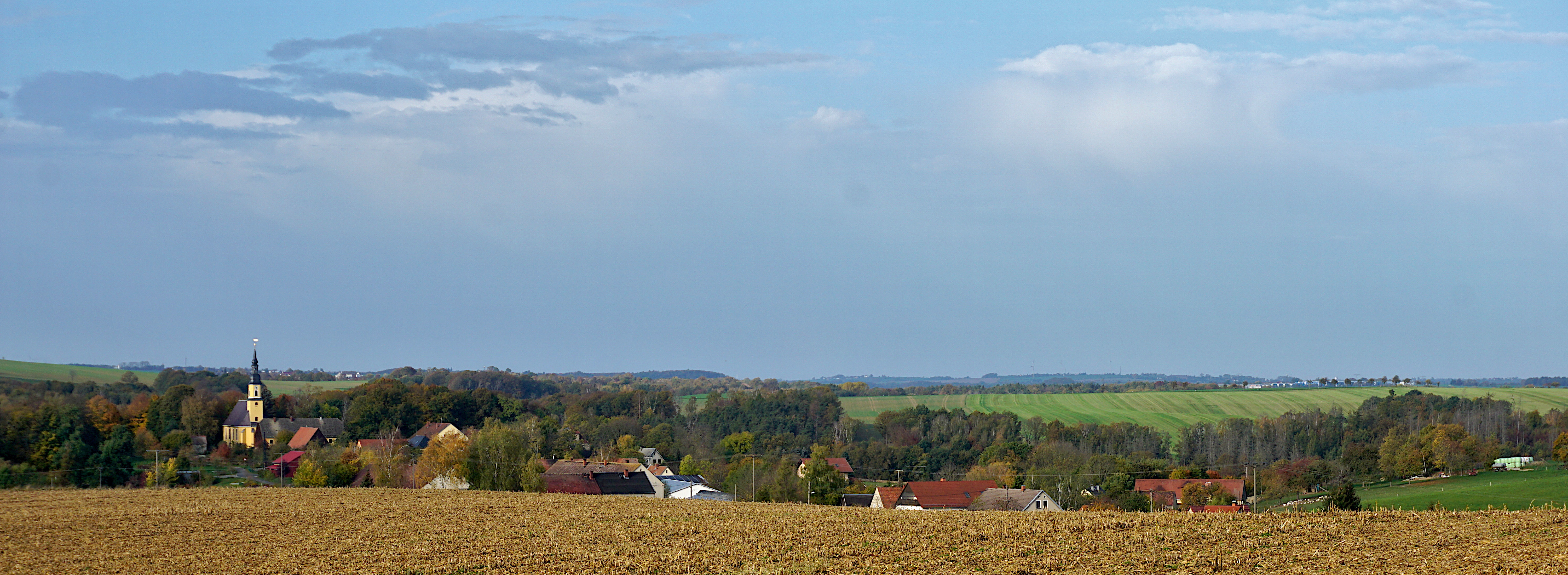
Das Panorama von Blankenstein

Blankenstein ist ein Ortsteil der sächsischen Stadt Wilsdruff im Landkreis Sächsische Schweiz-Osterzgebirge.

## Geographie

### Lage
Im Westen Blankensteins liegt die Triebisch, im Norden verläuft die Bundesautobahn 4, nordwestlich befindet sich das Dreieck Nossen mit dem Beginn der Bundesautobahn 14. Blankenstein liegt in der Nähe des Tanneberger Lochs.

### Nachbarorte
| Tanneberg  |                                             | Limbach     |
|            | Kompassrose, die auf Nachbargemeinden zeigt |             |
| Neukirchen | Steinbach                                   | Helbigsdorf |

## Geschichte

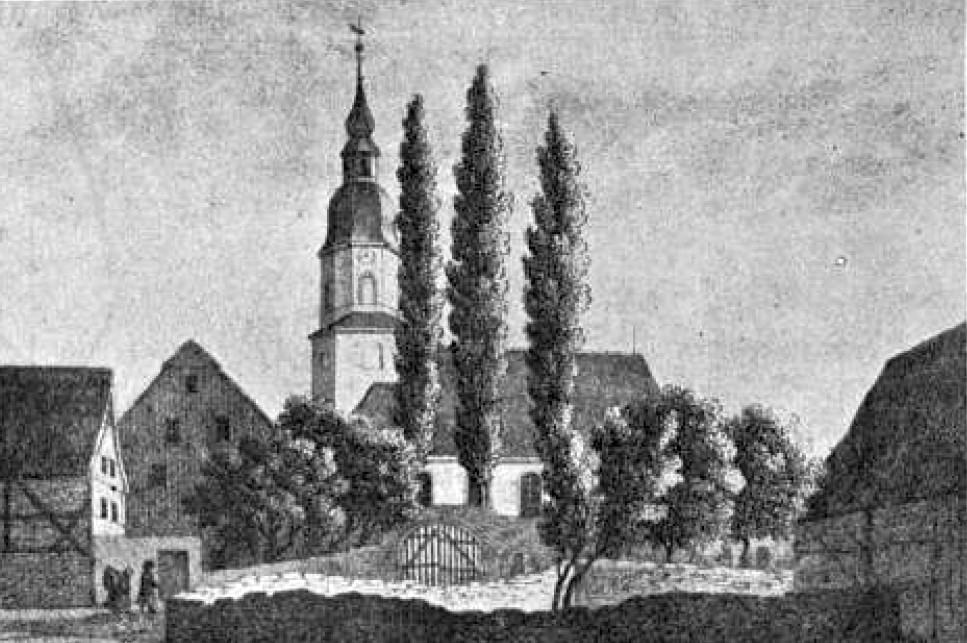
Kirche um 1840

Blankenstein ist ein Waldhufendorf und wurde 1283 erstmals urkundlich erwähnt. Ab 1547 gehörte es zum Erbamt Meißen und ab 1843 zum Amt Meißen. Die Grundherrschaft lag beim Rittergut Rothschönberg. Seit 1952 lag Blankenstein auf dem Gebiet des Kreises Freital (später Landkreis). Am 1. Januar 1974 wurde der Ort nach Helbigsdorf eingemeindet. Diese Gemeinde wurde am 1. Dezember 1994 in Helbigsdorf-Blankenstein umbenannt. Seit 1994 gehörte Blankenstein zum Landkreis Meißen. Am 1. Januar 1996 wurde der Ort nach Wilsdruff eingemeindet. 1998 wurden Wilsdruff und somit auch Helbigsdorf-Blankenstein in den Weißeritzkreis eingegliedert. 2008 kam Helbigsdorf-Blankenstein zum Landkreis Sächsische Schweiz-Osterzgebirge.

### Entwicklung der Einwohnerzahl
| Jahr | Einwohnerzahl                  |
| ---- | ------------------------------ |
| 1551 | 34 besessene Mann, 64 Inwohner |
| 1764 | 34 besessene Mann, 11 Häusler  |
| 1834 | 400                            |
| 1871 | 464                            |
| 1890 | 440                            |
| 1910 | 418                            |
| 1925 | 417                            |
| 1939 | 378                            |
| 1946 | 561                            |
| 1950 | 593                            |
| 1964 | 401                            |

### Ortsnamenformen
Der Name des Ortes Blankenstein änderte sich geschichtlich wie folgt:
- 1233: Sifridus de Blankenstein
- 1259: Johannes de Blankenwalde
- 1283: Blankenstein
- 1350: Blankinsteyn
- 1445: Blangkenstein
- 1875: Blankenstein (Plankenstein)

## Sozio-Kultur

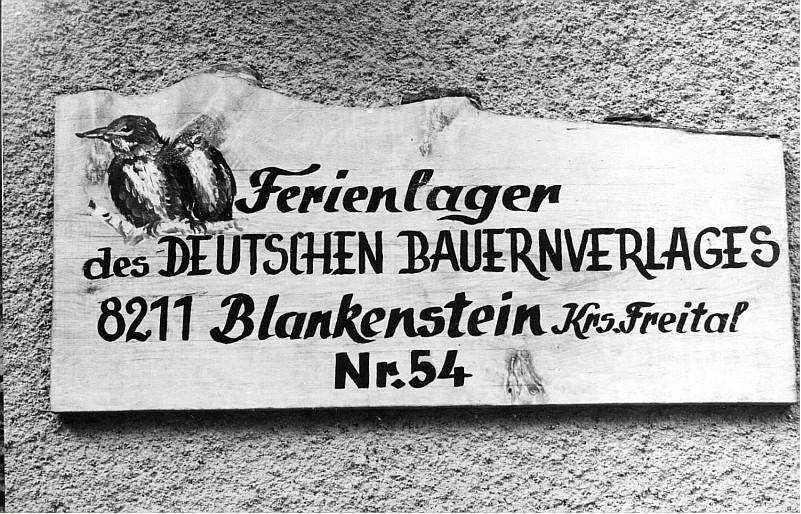
Schild des Ferienlagers an der Krillemühle in Blankenstein

Zu DDR-Zeiten befand sich in der Ober- oder Krillemühle ein Ferienlager des Deutschen Bauernverlages.